# Miho Shingū
Miho Shingū (jap. 新宮 美歩, Shingū Miho; * 29. November 1991 in Hiroshima) ist eine japanische Leichtathletin, die sich auf den Sprint spezialisiert hat.

## Sportliche Laufbahn
Erste internationale Erfahrungen sammelte Miho Shingū im Jahr 2009, als sie bei den Ostasienspielen in Hongkong in 55,37 s die Goldmedaille im 400-Meter-Lauf hinter den Chinesinnen Chen Jingwen und Tang Xiaoyin gewann und sich mit der japanischen 4-mal-400-Meter-Staffel in 3:42,18 min die Silbermedaille hinter China sicherte. Im Jahr darauf schied sie bei den Juniorenweltmeisterschaften in Moncton mit 55,66 s im Halbfinale aus und verpasste auch mit der Staffel mit 3:50,65 min den Finaleinzug. 2011 erreichte sie bei den Asienmeisterschaften in Kōbe in 54,28 s Rang fünf und siegte mit der Staffel in 3:35,00 min. 2013 nahm sie erneut an den Ostasienspielen in Tianjin teil und wurde dort im Einzelbewerb in 56,62 s Vierte und gewann mit der Staffel in 3:40,55 min die Silbermedaille hinter den Chinesinnen.
2011 wurde Shingū japanische Meisterin im 400-Meter-Lauf.

## Persönliche Bestleistungen
- 400 Meter: 53,66 s, 8. Juni 2012 in Osaka
- 800 Meter: 2:05,47 min, 28. April 2012 in Hiroshima